# 반포 래미안 원베일리
반포 래미안 원베일리는 대한민국 서울특별시 서초구 반포동에 있는 아파트 단지로, 신반포3·23차아파트와 반포경남아파트, 반포 우정에쉐르 등을 통합하여 재건축한 아파트이다. 23개동 2,990세대로 구성되어 있다.